# Adam Kornecki
Adam Kornecki właśc. Dawid Kornhendler (ur. 25 sierpnia 1917 w Sarnakach, zm. 3 lipca 1986 we Frankfurcie nad Menem) – podpułkownik, funkcjonariusz PRL-owskich służb specjalnych, cywilnych – Ministerstwa Bezpieczeństwa Publicznego i wojskowych – Oddziału II Sztabu Generalnego Ludowego Wojska Polskiego, od 1951 Zarządu II Sztabu Generalnego Wojska Polskiego.

## Życiorys
Urodził się w rodzinie Moszka (Michała) i Szendli (Anny) Kornhendlerów. W szkole powszechnej, którą ukończył w 1931, został członkiem organizacji „Pionier”. Następnie terminował w zawodzie ślusarza. 14 sierpnia 1931 został aresztowany pod zarzutem wywieszania transparentu komunistycznego; zwolniony za kaucją. Od 1932 członek Komunistycznego Związku Młodzieży Polskiej. Wkrótce wszedł w skład Egzekutywy KO Siedlce. 1 maja 1935 został aresztowany ponownie za wywieszanie transparentu komunistycznego. W latach 1934–1935 był członkiem Komitetu Dzielnicowego (KD) Warszawa-Śródmieście. Pracował w wytwórni obuwia „J. Czerski” i działał w Związku Zawodowym Pracowników Handlowych i Biurowych. Aresztowany 18 czerwca 1937 za działalność komunistyczną, został osadzony w Więzieniu Centralnym w Warszawie. Sąd Okręgowy w Warszawie skazał go 6 października 1938 na 3 lata więzienia. Więziony był na Mokotowie, m.in. z Aleksandrem Zawadzkim, Edwardem Ochabem, Juliuszem Burginem.
4 września 1939 wydostał się wraz z towarzyszami z więzienia i udał się na wschód. W Brześciu nad Bugiem pracował w Zakładzie Remontu Czołgów aż do najazdu Niemiec na ZSRR. W czerwcu 1941 wstąpił do Armii Czerwonej. 14 lipca 1941 został ranny. Po wyjściu ze szpitala do 15 sierpnia 1942 walczył w 205 pułku artylerii, pod Stalingradem został ranny w nogę. Po wyjściu ze szpitala skierowany do pracy w szkole, następnie od 1 lutego do 20 sierpnia 1943 zatrudniony w Kujbyszewie w jednej z fabryk jako kierownik działu personalnego. We wrześniu 1943 zgłosił się jako lejtnant Armii Czerwonej do 1 Korpusu Polskich Sił Zbrojnych w ZSRR i został w stopniu podporucznika skierowany do Samodzielnego Batalionu Specjalnego na stanowisko zastępcy dowódcy kompanii zwiadowczej. W czerwcu 1944 awansowany do stopnia porucznika i przerzucony jako skoczek spadochronowy na tyły wroga do oddziałów Armii Ludowej. Rozkazem Dowództwa Obwodu III Radomsko-Kieleckiego AL z 6 lipca 1944 mianowany zastępcą dowódcy i szefem sztabu 1 Brygady AL im. Ziemi Kieleckiej. W oddziale partyzanckim wstąpił do Polskiej Partii Robotniczej. Brał udział w walkach brygady m.in. pod Gustawowem, pod Gruszką i na Wykusie. 14 sierpnia 1944 mianowany kapitanem. 29 października 1944 w czasie przebijania się wraz z brygadą przez linię frontu został ponownie ranny. W tym czasie otrzymał stopień majora. Od czasów partyzanckich używał nazwiska Kornecki.
Służbę w organach bezpieczeństwa rozpoczął w 1944 roku, zaraz po utworzeniu Resortu Bezpieczeństwa Publicznego PKWN. Po przemianowaniu RBP-PKWN w Ministerstwo Bezpieczeństwa Publicznego w pierwszych dniach stycznia 1945 roku, został szefem   Wojewódzkiego Urzędu Bezpieczeństwa Publicznego w Kielcach, skąd został odwołany 1 października 1945 „za niewywiązywanie się z kierownictwa powierzonego Urzędu i złą organizację pracy agenturalno-operacyjnej, w wyniku czego miały miejsce napady bandyckie na więzienia w Kielcach i Radomiu”. Następnie zastępcą szefa Wojewódzkiego Urzędu Bezpieczeństwa Publicznego (WUBP) w Poznaniu,  od marca 1948 roku pełnił tę samą funkcję w Wojewódzkim Urzędzie Bezpieczeństwa Publicznego we Wrocławiu i od połowy 1948 w WUBP w Szczecinie.
Na początku 1949 roku przeszedł do organów wywiadu wojskowego, gdzie 28 kwietnia (1949) objął funkcję zastępcy szefa Wydziału VIII Oddziału II Sztabu Generalnego LWP. Od 2 sierpnia 1949 zastępca szefa Wydziału III (Morskiego) Oddziału II SG LWP, następnie 2 marca 1950 roku szef.
3 grudnia 1950 mianowany attaché wojskowym w Sztokholmie. Po powrocie, w marcu 1952, oddany do dyspozycji Departamentu Kadr Ministerstwa Obrony Narodowej i pod koniec września zwolniony do rezerwy.
Do służby powrócił ponownie w 1957 roku i 4 lutego (1957) został starszym pomocnikiem szefa Wydziału II Oddziału II Zarządu II Sztabu Generalnego Wojska Polskiego.
Od kwietnia 1957 do marca 1958 przebywał w Berlinie „pod przykryciem” jako rezydent z zadaniem zorganizowania nowej rezydentury. W dniu 8 lutego 1958 Oficerski Sąd Honorowy dla Oficerów Starszych przy Jednostce Wojskowej Nr 5613 po rozpatrzeniu sprawy ppłk Korneckiego uznał go winnym naruszania honoru i godności oficerskiej (m.in. „wykazywał zupełny brak dyscypliny za powierzony mu odcinek pracy, lekceważył i nie wykonywał rozkazów bezpośrednich i wyższych przełożonych, samowolnie nadużywał funduszu operacyjnego, nie wykonywał rozkazów przełożonych po powrocie do kraju”) (IPN BU 00244/87/13, k. 33). Dyscyplinarnie zwolniony do rezerwy 22 marca 1958 roku, na rencie od 14 listopada 1962. Protestując przeciw wydarzeniom marcowym i tolerowaniu przez kierownictwo PZPR kampanii antysemickiej 20 czerwca 1968 zwrócił się do KD PZPR Warszawa-Ochota o skreślenie go z ewidencji partii. Egzekutywa KD 12 lipca 1968 postanowiła wydalić go z partii. 27 marca 1969 roku wyemigrował do Niemiec Zachodnich. Kilkakrotnie występował w Radiu Wolna Europa, atakując głównie Mieczysława Moczara. 

## Awanse
- porucznik – czerwiec 1944
- kapitan – 14 sierpnia 1944
- major – październik 1944
- podpułkownik – 1950[1]

## Ordery i odznaczenia
- Order Krzyża Grunwaldu III klasy
- Krzyż Kawalerski Orderu Odrodzenia Polski
- Krzyż Walecznych (dwukrotnie)[3]
- Krzyż Partyzancki
- Srebrny Krzyż Zasługi (26 marca 1946)[4]
- Medal „Zasłużonym na Polu Chwały”
- Medal Zwycięstwa i Wolności 1945